# Club sportif des cheminots (football)
Pour les articles homonymes, voir Club sportif des cheminots.
 (avril 2023).
Si vous disposez d'ouvrages ou d'articles de référence ou si vous connaissez des sites web de qualité traitant du thème abordé ici, merci de compléter l'article en donnant les références utiles à sa vérifiabilité et en les liant à la section « Notes et références ».
Maillots
Le Club sportif des cheminots (arabe : نادي سكك الحديد التونسي), plus couramment abrégé en CS cheminots, est un club tunisien de football fondé en 1919 et basé dans la ville de Mégrine.
Le club est la section football du club omnisports du même nom, le Club sportif des cheminots.

## Histoire
Le club participe pour la première fois aux compétitions en 1920-1921 avant de remporter durant la saison suivante le championnat de promotion d'honneur nord (deuxième division) et le championnat national en battant le Sfax olympique. Il accède en première série sous la direction du président Louis Martinolle et du directeur sportif M. Laporte. Ses joueurs sont alors exclusivement français et ce n'est qu'en 1927-1928 qu'un joueur tunisien fait partie pour la première fois de sa formation : Hamadi Kabadou.

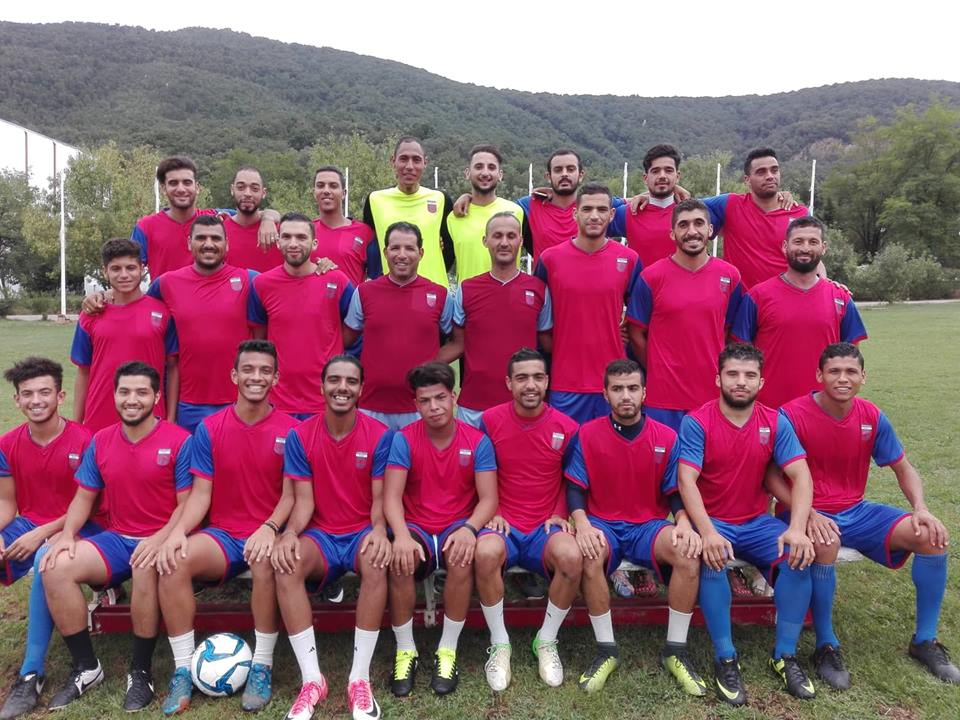
Effectif de la saison 2018-2019.

Le club rétrograde en 1930 et son échec aux barrages de l'année suivante l'affecte au point qu'il gèle ses activités de 1935 à 1938 et ne les reprend que grâce à la volonté du docteur A. Nicolas. Après la Seconde Guerre mondiale, il s'ouvre aux joueurs tunisiens mais ne parvient pas à décoller. À partir de 1960, il engage l'entraîneur Mouldi Belkhamsa qui lui permet de progresser, au point d'être champion de l'édition 1965-1966 de la deuxième division tunisienne et d'accéder une première fois en division nationale en 1966, puis de gagner une deuxième fois la deuxième division lors de l'édition 1967-1968, ce qui lui permet d'accéder une deuxième fois en division nationale en 1968. Le président Ahmed Bellil (1966-1980) le dote des moyens de faire bonne figure parmi l'élite avant de céder le flambeau à Kamel Ben Amor (ancien président de la Fédération tunisienne de football), Néjib Fitouri et Mokhtar Baathi.
Bien qu'évoluant souvent en deuxième division, le club ne réussit à retrouver la première division que durant la saison 1988-1989.

## Bilan en division nationale
| Saison  | Classement | Joués | Gagnés | Nuls | Perdus | B.P. | B.C. | Meilleur buteur                                  |
| ------- | ---------- | ----- | ------ | ---- | ------ | ---- | ---- | ------------------------------------------------ |
| 1966-67 | 12         | 22    | 3      | 1    | 18     | 13   | 42   | Naceur Ben Zekri (8)                             |
| 1968-69 | 11         | 26    | 7      | 7    | 12     | 23   | 31   | Naceur Ben Zekri (6)                             |
| 1969-70 | 10         | 26    | 7      | 8    | 11     | 29   | 35   | Ridha Haddad (8)                                 |
| 1970-71 | 8          | 24    | 7      | 8    | 9      | 27   | 30   | Ridha Haddad (10)                                |
| 1971-72 | 13         | 26    | 4      | 14   | 8      | 15   | 19   | Mohamed Marsaoui (5)                             |
| 1973-74 | 7          | 26    | 6      | 13   | 7      | 25   | 31   | Ridha Haddad (10)                                |
| 1974-75 | 11         | 26    | 7      | 6    | 13     | 23   | 44   | Ali Ghezala (5)                                  |
| 1975-76 | 14         | 26    | 2      | 5    | 19     | 24   | 57   | Ridha Haddad, Habib Gasmi et Mohamed Zouiten (4) |
| 1989-90 | 13         | 26    | 4      | 9    | 13     | 18   | 41   | Lotfi Beloussaief (4)                            |
| Total   | 9 saisons  | 230   | 47     | 71   | 112    | 197  | 334  | Ridha Haddad (37)                                |

## Entraîneurs
- 1960-1968 : Mouldi Belkhamsa
- 1968-1971 : Acimovic Branislav
- 1971-1974 : Rached Hammi
- 1974-1975 : Mouldi Belkhamsa puis Di Metri[Qui ?] puis Rached Hammi
- 1975-1976 : Rached Hammi puis Nunez Nascimento
- 1976-1977 : Rached Hammi puis Chedly Derouiche
- 1977-1979 : Skander Medelgi
- 1979-1980 : Skander Medelgi puis Amor Bellil puis Ahmed Mghirbi
- 1980-1984 : Ahmed Mghirbi
- 1984-1985 : Ahmed Mghirbi (intérim par Slim Zlitni)
- 1985-1986 : Hamza Mrad
- 1986-1987 : Ali Selmi
- 1987-1988 : Khaled Hosny puis Ezzedine Jomni
- 1988-1989 : Ahmed Alaya
- 1989-1990 : Ahmed Mghirbi
- 1990-1991 : Haydjeski[Qui ?]
- 1991-1992 : Kramer[Qui ?]
- 1992-1993 : Amor Amri puis Ahmed Alaya
- 1993-1994 : Raouf Mahjoubi puis Ali Chabbouh
- 1994-1995 : Kamel Chebli puis Abdelhamid Madhi et Mohamed Zouiten
- 1995-1996 : Tahar Bellamine puis Faouzi Cheour puis Youssef Marzouki
- 1996-1997 : Abdelwahab Hicheri
- 1997-1998 : Ali Sraieb
- 1998-2003 : Abdelhamid Madhi
- 2003-2004 : Daghbaji Gomri puis Ezzedine Jomni
- 2004-2005 : Ezzedine Jomni
- 2005-2008 : Wahid Menif
- 2008-2010 : Ezzedine Jomni
- 2010-2015 : Abdelhamid Madhi
- 2015-202.. : Souhail Khachroum